# Jacek Lipkowski
Jacek Lipkowski (ur. 1944) – polsko-amerykański profesor nauk chemicznych. Specjalizuje się w zagadnieniach z zakresu chemii, elektrochemii, bioelektrochemii oraz chemii nieorganicznej. Członek zagraniczny Wydziału III Nauk Ścisłych i Nauk o Ziemi Polskiej Akademii Nauk od 2017 roku. Profesor i wykładowca na Wydziale Chemii Uniwersytetu w Guelph. Pracował również jako adiunkt na Wydziale Chemii UW. Profesor wizytujący Centre national de la recherche scientifique oraz berlińskiego Instytutu Fritza-Habera.
W 2004 roku otrzymał Medal Jana Zawidzkiego.

## Życiorys
Absolwent studiów chemicznych na Uniwersytecie Warszawskim (rocznik 1967). Na miejscowym Wydziale Chemii w 1974 uzyskał doktorat, a w 1979 habilitował się. Tytuł profesora nauk chemicznych nadano mu w 2003 roku.

## Książki
Jacek Lipkowski jest autorem lub współautorem następujących pozycji książkowych:
- Adsorption of Molecules at Metal Electrodes[5]
- The Electrochemistry of Novel Materials[6]
- Structure of Electrified Interfaces[7]

## Wybrane publikacje naukowe
Autor lub współautor następujących publikacji naukowych:
- (2007): Electric-Field-Driven Surface Aggregation of a Model Zwitterionic Surfactant[8]
- (2008): Polarization modulation infrared reflection-absorption spectroscopy studies of the influence of perfluorinated compounds on the properties of a model biological membrane[9]